# Delvin Pinheiro
Delvin Pinheiro Frederico (Rotterdam, 26 september 1995) is een Nederlands voetballer van Thaise afkomst. Hij speelde voor Chainat Hornbill FC in de Thai League 1.

## Carrière
Delvin Pinheiro speelde in de jeugd van SC Neptunus, FC Dordrecht, Sparta Rotterdam, Excelsior Maassluis en de Nike Academy. Hij speelde hierna enkele maanden voor het Spaanse CP Cacereño, maar vanwege financiële problemen bij deze club vertrok hij hier. Na enkele jaren bij Kozakken Boys en HBS-Craeyenhout tekende hij in 2017 bij het Thaise Buriram United. Bij deze topclub uit de Thai League 1 kwam hij niet in actie. Het seizoen erna vertrok hij naar Chainat Hornbill FC, uitkomend op hetzelfde niveau. Hier speelde hij vijf wedstrijden, waarna hij weer terugkeerde naar HBS-Craeyenhout. In 2019 liep hij stage bij het Thaise Nakhon Ratchasima FC, maar kreeg hier geen contract aangeboden.

### Statistieken
| Seizoen                    | Club                | Land           | Competitie        | Competitie | Competitie | Beker | Beker | Totaal | Totaal |
| Seizoen                    | Club                | Land           | Competitie        | Wed.       | Dlp.       | Wed.  | Dlp.  | Wed.   | Dlp.   |
| -------------------------- | ------------------- | -------------- | ----------------- | ---------- | ---------- | ----- | ----- | ------ | ------ |
| 2016/17                    | HBS-Craeyenhout     | Nederland      | Derde divisie zo. | 20         | 0          | 1     | 0     | 21     | 0      |
| 2017                       | Buriram United      | Thailand       | Thai League 1     | 0          | 0          | ?     | ?     | 0      | 0      |
| 2018                       | Chainat Hornbill FC | Thailand       | Thai League 1     | 5          | 0          | ?     | ?     | 5      | 0      |
| 2018/19                    | HBS-Craeyenhout     | Nederland      | Derde divisie zo. | 20         | 0          | 1     | 0     | 21     | 0      |
| Carrièretotaal             | Carrièretotaal      | Carrièretotaal | Carrièretotaal    | 45         | 0          | 2     | 0     | 47     | 0      |
| Bijgewerkt op 12 juni 2019 |                     |                |                   |            |            |       |       |        |        |